# Tanzschule am Deutschen Theater
Die Tanzschule am Deutschen Theater wurde 1949 von Thea Sämmer als „Tanzinstitut für Gesellschaftstanz“ gegründet. Heute gehört sie mit über 1.200 m² zu den größten Tanzschulen in München und Deutschland. In den zurzeit sechs Räumen (Stand Dezember 2010) der Tanzschule am Deutschen Theater finden ca. 500 Tanzkurse pro Jahr mit einer Dauer von 4 bis 12 Wochen statt. Der Unterricht wird von 12 Tanzlehrerinnen durchgeführt. Alle Lehrenden der Tanzschule durchlaufen eine 3-jährige Vollzeitausbildung nach den Richtlinien des Allgemeinen Deutschen Tanzlehrerverbandes (ADTV). Ferner wird auch in den Bereichen HipHop, Stepptanz, Jazzdance, Tango Argentino und Salsa unterrichtet.

## Geschichte
Die Tanzschule am Deutschen Theater wurde 1949 durch Thea Sämmer gegründet. Erstmals durften Frauen auch in Hosen am Tanzkurs teilnehmen. 1967 übernahm Helfried Geißler die Tanzschule. Die Tanzschule am Deutschen Theater führte in Deutschland den „Single-Tanzkurs“ ein: Erstmals konnte man sich ohne Partner zum Tanzkurs anmelden. 1971 wurde Geißler offizieller Nachfolger von Peps Valenci, dem streng-konventionellen Münchner Tanzmeister. 1976 begann die erste große Sanierung des Deutschen Theaters – eine Spätfolge des Krieges, verursacht durch einen Bombeneinschlag. Die Großbaustelle in der Schwanthalerstraße 13 bedeutete die Schließung des Deutschen Theaters. Die Tanzschule lag während der Umbauphase hinter den Bauzäunen versteckt und war schwer zu finden.
Mit der Wiedereröffnung des Deutschen Theaters 1982 fanden auch wieder große Tanzturniere statt. 1983 richtete die Tanzschule die Deutsche Meisterschaft über zehn Tänze im Deutschen Theater aus. Tanzfilme wie „Dirty Dancing“ (1987) bescherten den Tanzschulen regen Zulauf. 1992 richtete die Tanzschule am Deutschen Theater den Europacup der Profi-Lateintänzer im Deutschen Theater aus. Mit der Einführung des Musikfernsehens wurde die Nachfrage nach Choreographien aus den Musikclips so groß, dass der ADTV die Reihe Dance4Fans ins Leben rief, was deutschlandweit jährlich 180.000 Jugendliche zum Tanzen brachte. 2002 übernahm Oliver Fleidl die Leitung der Tanzschule. 2005 organisierte am Deutschen Theater die Gala „50 Jahre Rock’n’Roll“ im Deutschen Theater. Als im selben Jahr die Sanierung des Theatergebäudes beschlossen wurde, musste sich auch die Tanzschule auf einen vorübergehenden Umzug in neue Räume vorbereiten. 2007 veranstaltete die Tanzschule die Gala „20 Jahre Dirty Dancing“, bei dem u. a. ein Dirty Dancing Contest in Zusammenarbeit mit Tele 5 und der TAF stattfand. 2008 verkaufte Helfried Geißler nach 41 Jahren die Tanzschule an Oliver Fleidl und nach knapp 60 Jahren im Neo-Rokoko-Ambiente zog die Tanzschule in die Adolf-Kolping-Straße 10.

### Inhaber
1. 1949 bis 1967: Thea Sämmer
2. 1967 bis 2008: Helfried Geißler
3. seit 2008: Oliver Fleidl

## Die Tanzschule und die Ballsaison
Die Münchner Ballsaison findet traditionell von Anfang Januar bis Aschermittwoch statt. Dabei gehört die Münchner Française der Tanzschule unter der Leitung des Inhabers Oliver Fleidl zum festen Programmpunkt vielen Münchner Bälle. Auch die Tanzschule selbst veranstaltet im Jahr mehrere große Bälle, im Januar im Deutschen Theater, im Juli im Hotel Bayerischer Hof.

## Bekannte Schüler (Auswahl)
Viele Persönlichkeiten des öffentlichen Lebens lernten in der Tanzschule am Deutschen Theater Tanzen:
- Jutta Speidel
- Michaela May
- Michael Brandner
- Juliane Köhler
- Doreen Dietel
- Judith Hildebrandt
- Katerina Jacob
- Anja Lukaseder
- Michael Gwisdek

## Filmaufnahmen
- Szenen aus „Derrick“ und „Der Alte“ wurden in den Räumlichkeiten ebenso gedreht wie das Video zu Lou Begas Erfolgshit Mambo Nr. 5.
- Auch Szenen für Tango und Tod wurden hier, mit Statisten der Tanzschule, gedreht.